# Кароль Біскупський
Кароль Людвік Біскупський (пол. Karol Ludwik Biskupski; 16 вересня 1886, Коломия — 1963, Лондон, Велика Британія)  — коломийський підприємець польського походження. Разом з братом Болеславом  — співвласник заводу Біскупських у міжвоєнний період.

## Життєпис
Народився Кароль Біскупський 16 вересня 1886 року в Коломиї в родині засновника фабрики сільськогосподарських машин, ветерана Січневого повстання Любіна Біскупського та Мальвіни Біскупської з роду Кжижановських.
Закінчив механічний відділ Вищої промислової школи в Кракові.
Вперше він документально згадується в коломийській газеті «Goniec Pokucki» за 5 березня 1908 року, де зазначається, що Кароль став членом ремісничого товариства «Гвязда» на засіданні 1 березня того ж року.
23 листопада 1911 року рішенням Коломийського окружного суду Кароль разом зі своїм батьком став співвласником фабрики сільськогосподарських машин, і відтоді офіційна назва фабрики мала «Любін Біскупський і Син». 
У грудні 1912 року був співзасновником XXXVIII польської стрілецької дружини в Коломиї. Спочатку командир загону (псевдо «Саноцький»), з 9 листопада 1913 року — господар, а з 10 травня 1914 року — президент команди.
За свідченнями Івана Монолатія в книзі «Коломиєзнавство», Кароль Біскупський був одним із засновників дружин польських «Стрільців» у 1913 році та польської ідейної організації молоді «Зажев'ю», як і його брат Болеслав.
Після початку Першої світової війни служив у польських легіонах. Під час 1-ої світової війни з 1914 року в польських легіонах. Служив у 2-му піхотному полку, дослужившись до рядового, після присяги в липні 1917 року залишився в полку. Брав участь у проходженні 2-ї бригади через фронт під Раранчою (15-16 лютого 1918 року), під час якого потрапив у австрійський полон і інтернований в Угорщині.
У періодиці вперше згаданий Кароль Біскупський після 1917 року в газеті «Głos Narodu» за 22 березня 1918 року як людина, яка через телеграму передала 10 корон на «K. B. K».
Під час польсько-української війни Кароль Біскупський був одним з учасників розробки планів повстання проти української влади в Коломиї, оскільки був членом Польської військової адміністрації, а також був головним комендантом польських стрілецьких дружин, що боролися проти українських національних сил у Львові.
У 1918–1921 роках Кароль був одноосібним власником фабрики сільськогосподарських машин. За даними видання «Przeglad przemysłowo-handlowy» за 1 березня 1921 року, була створена акційна спілка під назвою «Biskupscy Bracia, Fabryka Maszyn I Odlewnia Sp. Akc.» з початковим капіталом 10000 польських марок, поділеним на 20 акцій по 500 польських марок кожному акціонеру. До акціонерів увійшов і Кароль Біскупський.
Станом на середину 1920-х років Кароль був присяжним суддею з питань оцінки майна з більшими промисловими об'єктами при Окружному суду в Коломиї. Був також суддею з питань власності майна комітету з питань майна, членом ревізійної комісії Польської повітової народної організації.
У 1928 році, як повідомила львівська газета «Gazeta Poranna» за 12 вересня 1928 року, Кароль Біскупський став керівником акційної спілки «Splaw».
Під час Євхаристійного конгресу 1936 року Кароль Біскупський був членом кватеринкової секції Комітету Євхаристійного конгресу, а за даними газети «Głos Pokucia» за 12 грудня 1937 року, він був очільником організації польських купців та ремісників. Згідно з останньою газетою за 2 квітня 1939 року, брати Біскупських стали очільниками промислової секції будови «Ścigacz Ziemi Stanisławowskej» при міській раді.
Після початку Другої світової війни фабрика Біскупських була націоналізована,, і відтоді Кароль працював на своєму колишньому заводі (захопленому радянською владою) головним технічним керівником.
У ніч з 11 на 12 квітня 1940 року родина Кароля була вислана до Сибіру. 11 червня 1940 року Кароля і брата Болеслава перевезли до тюрми в Станіславові. 26 липня 1940 року їх обох вивезли до Києва, а звідти машиною до Луб'янки. Згодом його вислали в табір у Карабах (Азербайджан), потім перевели в м. 
Семипалатинськ (Казахстан). Після підписання угоди Сікорського-Майського (30.07.1941) був звільнений. 30 січня 1942 року він залишає Семипалатинськ, а 4 лютого 1942 року прибуває до 9-ї стрілецької дивізії 2-го стрілецького корпусу Війська Польського у Ферганській долині. 27 березня виїжджає до Красноводська, а 30 березня 1942 року висаджується в Пехлеві у військовому званні підпоручика. Служив у 3-му десантно-стрілецькому корпусі в Італії.
Після війни Кароль Біскупський оселився у Великій Британії, де працював викладачем у технічній школі в Лілфорді у 1948 —1951 роках.
Після ліквідації технічної школи переїхав до Лондона, де й помер у 1963 році.

## Нагороди
- Кавалер Срібного Хреста Заслуги (11.11.1936) — за заслуги в галузі професійної та громадської роботи.[17]
- Кавалер Медаля Незалежності (10.12.1931)[18]
- Кавалер Хреста Незалежності (28 12.1933)[19]